# Orfelia falcata
Orfelia falcata är en tvåvingeart som beskrevs av Zaitzev 1994. Orfelia falcata ingår i släktet Orfelia och familjen platthornsmyggor. Arten är reproducerande i Sverige. Inga underarter finns listade i Catalogue of Life.